# زملول كرمي
زملول كرمي (الاسم العلمي: Exobasidium vitis) هو نوع من الفطريات يتبع جنس الزملول من فصيلة الزملولية.